# Allison Peter
Allison Pauline Peter (* 14. Juli 1992 in Christiansted) ist eine ehemalige Leichtathletin von den Amerikanischen Jungferninseln, die sich auf den Sprint spezialisiert hat.

## Sportliche Laufbahn
Erste internationale Erfahrungen sammelte Allison Peter bei den CARIFTA-Games 2007 in Providenciales, bei denen sie in 12,67 s den achten Platz im 100-Meter-Lauf in der U17-Altersklasse belegte und über 200 Meter mit 25,19 s im Vorlauf ausschied. Anschließend schied sie bei den Jugendweltmeisterschaften in Ostrava mit 12,21 s im Viertelfinale über 100 Meter aus und schied im 200-Meter-Lauf mit 24,48 s im Semifinale aus. Im Jahr darauf gewann sie bei den CARIFTA-Games in Basseterre in 11,91 s die Silbermedaille über 100 Meter in der U17-Altersklasse und siegte in 23,99 s über 200 Meter. Anschließend schied sie bei den Juniorenweltmeisterschaften in Bydgoszcz mit 12,16 s und 24,61 s jeweils in der ersten Runde über 100 und 200 Meter aus. 2009 gewann sie bei den CARIFTA-Games in Vieux Fort in 11,50 s und 23,51 s jeweils die Bronzemedaille über 100 und 200 Meter in der U20-Altersklasse, ehe sie bei den Jugendweltmeisterschaften in Brixen in 11,47 s und 23,08 s jeweils die Silbermedaille gewann. Im Jahr darauf gewann sie bei den CARIFTA-Games in George Town in 11,51 s die Silbermedaille über 100 Meter in der U20-Altersklasse und siegte in 23,29 s über 200 Meter. Anschließend siegte sie in 23,32 s auch bei den Zentralamerika- und Karibikjuniorenmeisterschaften, ehe sie bei den Juniorenweltmeisterschaften im kanadischen Moncton in 23,70 s den siebten Platz belegte. Zudem begann sie im selben Jahr ein Studium an der University of Texas at Austin in den Vereinigten Staaten. 2011 belegte sie bei den Panamerikanischen Juniorenmeisterschaften in Miramar in 23,25 s den vierten Platz über 200 Meter und anschließend schied sie bei den Weltmeisterschaften in Daegu mit 23,56 s im Halbfinale aus. Im Jahr darauf gewann sie bei den U23-NACAC-Meisterschaften in Irapuato in 22,92 s die Silbermedaille über 200 Meter hinter der US-Amerikanerin Kimberlyn Duncan. Daraufhin nahm sie an den Olympischen Sommerspielen in London teil und schied dort über 100 Meter mit 11,41 s in der ersten Runde aus und schied über 200 Meter mit 23,35 s im Halbfinale aus. 2014 gewann sie bei den U23-NACAC-Meisterschaften in Kamloops in 23,47 s erneut die Silbermedaille über 200 Meter hinter der US-Amerikanerin Cierra White und siegte in 51,92 s im 400-Meter-Lauf. Im August gewann sie beim Panamerikanischen Sportfestival in Mexiko-Stadt in 23,03 s die Silbermedaille über 200 Meter hinter der Ecuadorianerin Ángela Tenorio, ehe sie bei den Zentralamerika- und Karibikspielen (CAC) in Xalapa in 23,54 s die Bronzemedaille hinter der Venezolanerin Nercely Soto und María Alejandra Idrobo aus Kolumbien. Im Jahr darauf schied sie bei den Panamerikanischen Spielen in Toronto mit 23,89 s im Vorlauf über 200 Meter aus und 2016 beendete sie ihre aktive sportliche Karriere im Alter von 24 Jahren.

## Persönliche Bestleistungen
- 100 Meter: 11,17 s (+1,9 m/s), 13. Mai 2012 in Manhattan
  - 60 Meter (Halle): 7,40 s, 28. Januar 2012 in Houston
- 200 Meter: 22,77 s (+0,2 m/s), 12. Mai 2012 in Manhattan
  - 200 Meter (Halle): 22,95 s, 9. März 2012 in Nampa (Landesrekord)
- 400 Meter: 51,92 s, 9. August 2014 in Kamloops